# 2903 Zhuhai
2903 Zhuhai (1981 UV9) là một tiểu hành tinh vành đai chính được phát hiện ngày 23 tháng 10 năm 1981 bởi Đài thiên văn Tử Kim Sơn ở Nanking.